# Паметници в Пловдив
Паметните места в Пловдив са свързани с историята на България, събития в града, личности родени в града или допринесли за развитие на България и Пловдив в многовековната им история.

## История
В древността на Младежкия хълм в Пловдив се е намирало тракийско светилище – храм на Аполон Кендресийски и на божества като нимфите Дриади. Има сведения, че огромна статуя на бог Аполон от бронз е стояла на върха на хълма до късната античност. В раннохристиянската епоха там се намирала голяма трикорабна базилика, която е била издигната на мястото на разрушената от християните езическа статуя. През римско време на Хълма на освободителите се издигала голяма статуя на митичния герой Херкулес. До средата на ХIХ в. на самия връх е бил запазен пиедесталът на статуята. Скулптурни изображения имало на много места из града – най-вече на Античния театър, Античния стадион и форума. Според изследователя Николай Шаранков, около сегашния площад „Централен“ се намирала статуя на Орфей.
През 304 година, при Диоклециановите гонения, в Пловдив са избити 38 войници-християни, по-късно обявени за свети мъченици на вярата. Две паметни плочи в града са поставени в тяхна чест. Едната е в Стария град, а друга на старничен олтар в католическата катедрала в града.
- Паметна плоча, посветена на жертвите на Диоклецианови гонения в Стария Пловдив
- Паметна плоча, посветена на жертвите на Диоклецианови гонения в католическата катедрала

Шахбедин паша е погребан в тюрбе в двора на Шахбединова Имарет джамия. През 1841 г. чорбаджи Вълко Чалъков е погребан в подновената от него пловдивска църква „Свети Николай“. Девет години по-късно брат му Стоян Чалъков е погребан в двора на църквата „Света Богородица“. По-късно там са погребани Христо Данов, Йоаким Груев, пловдивските митрополити Панарет, Натанаил, Максим, Варлаам, Арсений, епископ Неофит Браницки и руски офицери, паднали за освобождението на Пловдив през 1878 г.
- Надгробната плоча на Стоян Чалъков
- Гробница на Шахбедин паша

Ханът на братя Търневи е едно от местата, където е заседавал Пловдивският таен революционен комитет и място където са намирали обежище Васил Левски, Ангел Кънчев, Георги Бенковски, Панайот Волов и други революционери. Днес на място на хана е поставена мемориална плоча. С избухването на Априлското въстание е имало план да започне голям пожар в града като част от подривната дейност. Кочо Чистеменски и Димитър Свещаров извършват своя дълг, като запалват собствените си дюкяни на чаршията. Опитът не успява и пламъците са бързо потушени. Наблизо до старата „Узун чаршия“, където са били дюкяните, е поставена мемориална плоча.
В месеците след Априлското въстание в Пловдивския затвор „Таш капия“ и хановете „Караул хан“ и „Панаир хан“ за затворени заловените участници във въстанието, по-късно и арестуваните български опълченци, участвали в революционните събития през 1877 г. Общо около 253 души са загинали в затвора и в пловдивските ханове, използвани като затвори. Някои са били обесени по пловдивските улици и в дворовете на хановете. На площад „Джумаята“ е поставен паметна плоча на Никола Белчов близо до мястото където е бил обесен. На 15 януари 1878 г. часове преди отрядът на капитан Александър Бураго да превземе Пловдив, по заповед на Сюлейман паша в местността Остромила са изклани 123 българи, изведени от затвора „Таш капия“. Сред тях е бил и Душо Хаджидеков. Днес на това място в квартал Кючук Париж се издига железен кръст и е поставена паметна плоча.
- Паметна плоча на мястото на хана на братя Търневи
- Мястото за сигнал на Априлското въстание в Пловдив.
- Паметна плоча с барелеф на Никола Белчов на „Джумаята“

### След Освобождението
Най-старите паметници, които съществуват в града, са издигнати в годините след Освобождението. Това са Руският паметник изграден през 1881 г. и паметникът на Олга Скобелева – през 1882 г. Руският паметник е издигнат в чест на руския цар Александър I и воините, загинали за освобождението на България от османско владичество. В централния гробищен парк до „Руското гробище“ има паметник на опълченците от Пловдивско, а по-късно на север от гробищната църква е издигнат паметник на тези, чиито гроб е неизвестен.
- Руския паметник
- Паметник на Олга Скобелева
- Паметник на опълченците от Пловдивско
- Паметник на тези, чиито гроб е неизвестен

В католическия храм „Свети Лудвиг“ са погребани пловдивските католически епископи Андреа Канова, Франческо Рейнауди, Роберто Менини и Викенти Пеев. В храма е положен саркофагът на българската княгиня Мария Луиза.
През 1892 г. в градината „Цар Симеон“, бил поставен макет на паметника „България поднася венци на народните поборници за свободата на отечеството“. Изобразява млада българка, която поднася венци върху гробовете на Г. С. Раковски, Васил Левски, Хаджи Димитър и Стефан Караджа. През 1909 г. също в градината е монтиран бюст на руския император Александър II, който е бил демонтиран по време на Първата световна война.
През 1897 г. в двора на Куршум хан хаджи Гьока Павлов изгражда чешма, посветена на Алеко Константинов. Именно от там Щастливеца започнал своето последно пътуване. При разрушаване на хана през 1923 – 1924 г. тя е натрошена и захвърлена близо до върха на Бунарджика.
В „Британското военно гробище“, което се намира в Централния гробищен парк, са погребани 56 британски войници и един българин, преводач. Повечето от тях са загинали през септември-ноември 1918 г.
- Саркофагът на княгиня Мария Луиза
- Британското военно гробище
- Руското военно гробище

Геройството на загиналите за обединението на България пловдивчани е запаметено в много военни паметници и плочи, издигнати след войните:
- Паметник на загиналите за независимостта на България във войните 1912 – 1913 г. и 1915 – 1918 г. в двора на Детски дом „Мария Луиза“ открит през 1930 г.
- Паметни плочи на загиналите пловдивчани от кв. Филипово във войните 1912 – 1913 г. и 1915 – 1918 г. – плочите са поставени на източната страна на църквата „Свети Иван Рилски“ поставени съответно през 1938 и 1940 г.
- Храм-паметник на падналите католици от Пловдив във войните за национално обединение, района на Католическите гробища, изграден през 1920 г.
- Паметник на загиналите арменци от Пловдив във войните 1912 – 1913, 1915 – 1918, 1944 – 1945, в двора на арменското училище, до арменската църква „Сурп Кеворк“. Паметникът е открит на 25 май 1933 г. В долната му част след 1945 г. е поставена малка мраморна плоча с имената на падналите през Втората световна война арменци от Пловдив по инициатива на организацията „Ереван“.[7]
- Паметни плочи на загиналите евреи от Пловдив във войната 1912 – 1918 г. в двора на Еврейската синагога

- Паметник на загиналите за независимостта на България във войните 1912 – 1913 г. и 1915 – 1918 г. в двора на Детски дом „Мария Луиза“
- Паметна плоча на загиналите пловдивчани от кв. Филипово в Балканската война 1912 – 1913 г.
- Паметна плоча на загиналите пловдивчани от кв. Филипово в Първата световна война 1915 – 1918 г.
- Храм-паметник на падналите католици от Пловдив във войните за национално обединение
- Паметна плоча на загиналите евреи от Пловдив във войната 1912 – 1918 г.

През 1922 г. пред сградата на Френския колеж е поставен паметник на Св. Августин, патрон на колежа. Почти 30 години по-късно статуята е демонтирана и на нейно място за кратко е поставена статуята на Васил Коларов. Днес приблизително на това място е паметникът на Паисий Хилендарски, патрон на Пловдивския университет.
След атентата в София на 16 април 1925 г. Втора прогимназия „Марашлията“, Четвърта прогимназия „П. Каравелов“ и Еврейското училище в Пловдив са използвани като затвор. Днес на входа на училище „Гео Милев“ има паметна плоча, с имената на намерилите смъртта си на 1 юни 1925 г.
През 1925 г. в Пловдив се събират доброволчески дружества от цялата страна, които тържествено полагат основния камък на бъдещия паметник на Съединението на територията на Четвъртък пазар. Проектът пропада и дълги години в западната част на пазара стои бетонният постамент на недостроения паметник. Първият паметник на Христо Ботев в града е издигнат на 2 юни 1927 г. по проект на скулптора Васил Вичев. Първоначално паметникът е издигнат на клубното игрище в квартал „Ухото“, а през 1961 г. е преместен пред новия стадион „Христо Ботев“. През 1933 г. студентското дружество „Тримонциум“ издига бюст-паметник на Хр. Г. Данов на Сахат тепе.
Неизлечимо болен, през есента на 1937 г. Йордан Йовков заминава на лечение в Хисаря. Поради влошеното състояние е опериран по спешност в Католическата болница в Пловдив, където прекарва последните си земни дни. По-късно родолюбиви българи поставят паметна плоча на входа на болницата, днес Военна болница.
През 1938 г. е открит паметник на Гюро Михайлов и другарите му на площад „Цар Крум“. Бронзовата композиция е била поставена върху каменен саркофаг, които съхранява тленните останки на героите. По-късно при създаване на булевард „Георги Димитров“ през 1962 г., паметникът е демонтиран и пренесен в пловдивско военно поделение. На 3 март 1994 година монументът е официално открит на площад Централен във вида, в който е бил през 1938 г.
Паметник на Душо Хаджидеков е издигнат през 1938 г. но след 1944 г. паметникът е премахнат. През 2003 г. е създадено копие на оригиналния бюст. След смъртта на Димитър Кудоглу през 1940 г. в градината „Цар Симеон“ е издигнат негов бюст паметник (скулптор Мина Иванов), който през 1951 г. е преместен в двора на белодробния диспансер. На 19 май 2023 г. паметникът е върнат в Цар Симеоновата градина. Паметникът на Васил Левски в парка „Бунарджик“ е построен през 1942 г.
В „Руското военно гробище“ в Централния гробищен парк на Пловдив са погребани 44 загинали руски войници през Втората световна война.
- Първият паметник на Христо Ботев в града
- Паметна плоча на Йордан Йовков
- Паметник на Гюро Михайлов
- Паметник на Васил Левски

### След Втората световна война
След 1944 г. Пловдив започва да се пълни с паметници и паметни плочи. Между 1954 и 1957 г. е изградена десетметровата гранитна скулптура Альоша. Прототип на паметника е руския войник Алексей Скурлатов. С посещението на Юрий Гагарин през 1961 г. в града се поставя началото на алеята на космонавтите не далече от Альоша. Паметникът на капитан Александър Бураго, чийто ескадрон пръв влиза в Пловдив и освобождава града през януари 1878 г. е разположен в Дондуковата градина и е издигнат през 1969 г. Във връзка с 50 годишнината на Пловдивската комуна през 1970 г. в Пловдив е поставен възпоменателен паметник в градинката пред сградата на общината. Паметниците на капитан Александър Бураго и Пловдивската комуна са дело на скулптора Виктор Тодоров. Паметникът на Пловдивската комуна е демонтиран след политическите промени през 1989 г. и пренесен в двора на фирма за паметници до гробищата на Рогошко шосе. През 1974 г. е открит мемориален комплекс „Братската могила“, където се намират тленните останки на 126 участници в партизанското движение в България по време на Втората световна война.
През 1985 г. във връзка със 100 годишнината на Съединението, на новия площад „Съединение“ е издигнат 12-метрова паметник на Съединението.
- Паметник на Александър Бураго
- Братската могила
- Паметник на Съединението

### След промените през 1989 г.
Паметникът на японския фолклорен герой Момотаро се намира в Цар Симеоновата градина и е изграден през 1992 г. в чест на братските отношения между градовете Пловдив и Окаяма. Той е подарък от японския град Окаяма. През 1996 г. е изграден паметник на св. св. Кирил и Методий на Площад „11 май“ пред Хуманитарната гимназия „Св. св. Кирил и Методий“. Той е по проект на скулптура Петко Москов. През 1997 г. е открит паметникът на Стефан Стамболов на едноименния площад.
Паметник на благодарността е открит през 1998 г. на площад „Цар Калоян“, където на 10 март 1943 г. пловдивските евреи са били събрани в очакване да бъдат депортирани. Гражданите на града не допускат това. Той е символ на благодарността за спасяването на пловдивските евреи. На 11 ноември 2000 г. в парка до площад „Света Петка“ е издигнат паметник на отец Камен Вичев и свещениците, загинали за християнската вяра по време на комунистическия режим (1944 – 1989).
През 2002 г. в памет на загиналите от комунистическия режим в двора на Академията за музикално и танцово изкуство е издигнат паметника на Сашо Сладура. Паметник на Филип II Македонски, смятан за основател на Филипополис, е открит през 2004 г. на площад „Джумаята“. По-късно през 2012 г. паметникът е преместен пред сградата на Общинския съвет.
Военни паметници и плочи, издигнати след 1989 г.:
- Паметна плоча на майор Райчо Николов, открита през 2005 г. на пл. Джумаята
- Паметник на полковник Борис Дрангов, издигнат през 2007 г. в градинката срещу хотел „Санкт Петербург“

Паметник в чест на кан Крум е издигнат в ЖК Тракия през 2007 г. Бюст-паметник на Люсиен Шевалас се намира в Цар Симеоновата градина, създадена от него. Той е открит през 2007 г.
През 2008 г. във връзка със 100 годишнината от обявяването на независимостта на България, името на площад „Гроздов пазар“ e сменено на „22 септември“ и на площада е поставена Колона на независимостта.
Година по-късно в градинката до площада е издигнат паметник на архитект Йосиф Шнитер, считан за основоположник на съвременната архитектура на Пловдив. Бюст-паметник на българския патриарх Кирил e открит през 2011 г. в Цар Симеоновата градина.
- Паметникът на Стефан Стамболов
- Паметник на благодарността
- Паметник на Сашо Сладура
- Паметник на кан Крум
- Бюстът-паметник на Люсиен Шевалас

На 6 септември 2021 г. в двора на храма „Успение Богородичние“ e открит паметник на Гаврил Кръстевич, издигнат със средства на Пловдивската митрополия.

## Паметници на културата
Старият Пловдив е разположен на естествено възвишение Трихълмието. През вековете тук са живели много народи, всеки оставил останки от своята култура. През 1956 г. Старият Пловдив е обявен за архитектурно-исторически резерват.
През 1998 г. квартал „Капана“ е обявен за групова недвижима културна ценност.
Изброените по-долу обекти в Пловдив за обявени също за паметници на културата.

### Народна старина
През 1927 г. на следните пловдивски обекти е предоставен статут на „Народна старина“
- Остатъци от крепостната стена на античния град
- Хисар капия с уличката
- Кулата-часовник на Сахат тепе
- Църква „Света Петка“
- Църква „Св. св. Константин и Елена“ с камбанарията и олтара
- Църква „Света Марина“ с камбанарията
- Църква „Света Неделя“ с параклиса и олтарите
- Джумая джамия
- Имарет джамия
- Жълтото училище
- Къщата на Недкович
- Къща на Димитър Георгиади
- Къща на Степан Хиндлиян
- Къщата на Куюмджиолу
- Къща на Г.Мавриди
- Къща на Касандра Баятова

### Археологически паметници
През 1995 г. на следните обекти е предоставен статут на „Археологически паметник“
- Античен стадион
- Археологически комплекс „Небет тапе“
- Античен театър
- Форумен комплекс
- Римски терми
- Външна крепостна стена на Филипопол
- Комплекс Източна порта
- Археологически комплекс – перистилна сграда и улично кръстовище
- Археологически комплекс – жилищен квартал и улично кръстовище
- Археологически комплекс – елинистични сгради, улици и съоръжения
- Малка базилика
- Голяма базилика
- Ранновизантийски керамичен комплекс

### Архитектурно-художествени паметници
Също през 1995 г. на следните обекти е предоставен статут на „Архитектурно-художествен паметник“
- Католическа църква „Св. Лудвиг“
- Църква „Света Богородица“ с мемориални паметници в двора
- Училище на П.Р.Славейков

### Архитектурни паметници
През 1995 г. на следните обекти е предоставен статут на „Архитектурен паметник“
- Къща на Верен Стамболян
- Къща на Георги Клианти
- Къща на ритора с банята в двора
- Къща на Андрей Георгиади /Хаджикалчева/
- Къща на Степан Хиндлиян с мааза и стопански сгради
- Къща на Артин Гидиков
- Къща на хаджи Драган Калофереца с мааза
- Къща на Аргир Коюмджиоглу
- Къща на Димитър Георгиади
- Къща на Георги Николаиди
- Къща на д-р Ст. Чомаков
- Къща на Бирдас
- Къща на д-р Михаил Владо (вътрешна)
- Къща на Ованес Степанян
- Къща-близнак на Степан Месробович
- Къща на Константин Стоилов
- Къщата на Хр. Г. Данов

### Художествени паметници
През 1998 г. на следните обекти е предоставен статут на „Художествен паметник“
- Данчовата къща
- Павлитова къща
- Мевлеви хане

## Паметници на градинско-парковото изкуство
Обявени паметници на градинското и парково изкуство в Пловдив
- Дондукова градина
- Цар Симеонова градина
- Парковата част на Данов хълм
- Парковата част на хълм Бунарджик
- Парковата част на Младежки хълм
- Улично озеленяване на бул. „Руски“
- Улично озеленяване на ул. „Иван Вазов“